# Abraham Gancwajch
Abraham Gancwajch (Częstochowa, 1902 - Warschau, 1943) was een prominente nazi-collaborateur in het getto van Warschau tijdens de bezetting van Polen tijdens de Tweede Wereldoorlog, en een Joods sleutelfiguur in de onderwereld van het getto.

## Vroege jaren
Gancwajch was in zijn jeugd actief binnen de socialistische zionistische jeugdbeweging Hashomer Hatzair (השומר הצעיר; letterlijk 'de jonge bewaker'). In Łódź ging hij in de leer als journalist en redacteur, waarna hij naar de Oostenrijkse hoofdstad Wenen vertrok. Daar werkte Gancwajch vervolgens als verslaggever over Joodse zaken voor het tijdschrift Gerechtigkeit (Duits voor 'gerechtigheid'). In de tweede helft van de jaren '30, na de Anschluss, keerde hij terug naar Łódź, waar hij het onder Joodse lezers populaire tijdschrift Wolność (Pools voor 'vrijheid') publiceerde. Inmiddels had hij een reputatie opgebouwd als docent en zionistische journalist.

## Tijdens de Tweede Wereldoorlog
Na de Duitse inval in Polen deed Gancwajch zich voor als persoon met connecties bij de Duitse Sicherheitsdienst. Allereerst werd hij een nazi-collaborateur door leider te worden binnen Hashomer Hatzair, de jeugdbeweging waar hij vroeger lid van was. In die rol leverde hij wekelijkse inlichtingenrapporten af aan de Duitsers. Vervolgens richtte hij in december 1940 het netwerk De Groep Dertien (Jiddisch: דאָס דרײַצענטל; Pools: Trzynastka) op, een Joodse nazi-collaborerende organisatie in het getto van Warschau. Ze zouden later de Joodse Gestapo genoemd worden.
Gancwajch was ervan overtuigd dat de Duitsers de oorlog zouden winnen en riep Joden op om hen te dienen om zo de kans op overleving te vergroten. Ook was hij voorstander van het nazistische Madagaskarplan, waarmee Joden uit Europa zouden worden gedeporteerd en waardoor zij - zogenaamd - een zekere mate van autonomie zouden krijgen. De Joden van het getto reageerden echter verontwaardigd.
Uiteindelijk slaagde Gancwajch erin de controle te krijgen over enkele Joodse instellingen en meer dan honderd appartementsgebouwen te beheren. Joden die voor hem werkten, mochten naar de 'arische kant' van Warschau gaan en waren zelfs vrijgesteld van het dragen de Jodenster. Hierdoor vergaarden ze aanzienlijke sommen geld door Joden af te persen en leefden ze in relatief luxueuze omstandigheden.
Ogenschijnlijk leek het dat Gancwajch culturele activiteiten van een sociaal karakter hield en ondersteunde hij rabbijnen, maar in werkelijkheid verzamelde hij op die manier informatie voor de nazi's.

## Verdwijning
In 1942, toen de massale deportaties van Joden uit het getto van Warschau naar de vernietigingskampen plaatsvonden, begonnen de Duitsers hun informanten te elimineren. Samen met de andere leden van het Trzynastka-netwerk vluchtte Gancwajch naar de arische kant van Warschau, waar ze zich voordeden als Joodse ondergrondse strijders. Ze gingen op jacht naar Polen die onderdak verschaften aan Joden. Ook saboteerden ze de opstand in het getto van Warschau. De Joodse verzetsgroep Żydowska Organizacja Bojowa veroordeelde Gancwajch ter dood, maar kon die straf niet uitvoeren. Het is altijd onbekend gebleven hoe en wanneer hij verdween dan wel overleed.